# Týlní lalok

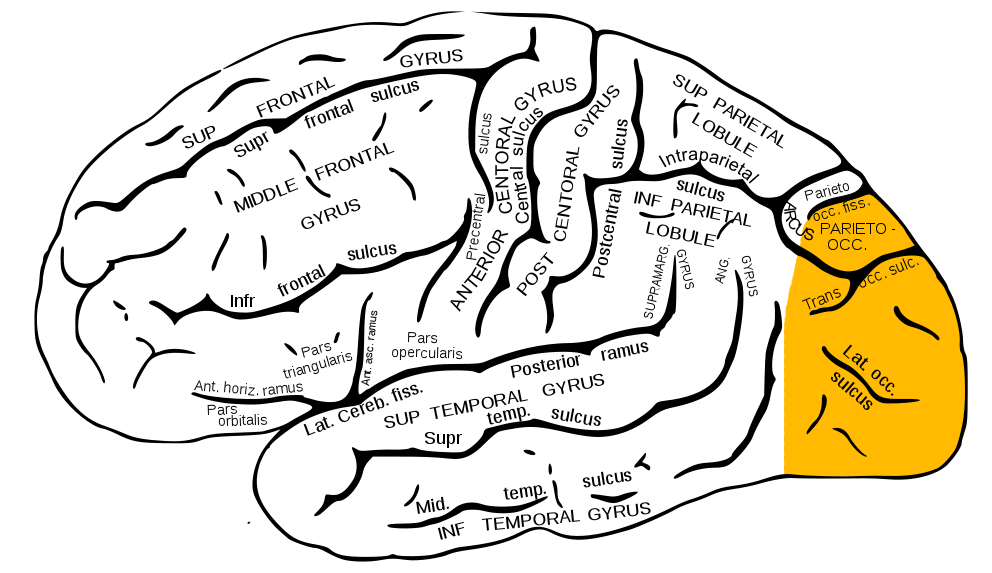
Týlní lalok

Týlní lalok (lobus occipitalis) je jednou z částí koncového mozku. Sousedí s temenním a spánkovým lalokem. V týlním laloku končí vlákna zrakových dráh a dochází zde k syntéze obrazů zaznamenávaných receptory sítnice.  Zpracovává například informace o pohybu, barvě či prostoru.
Poškození obou týlních laloků může způsobit slepotu.